# Ai X
『Ai X』（アイ・タイムズ）は日本のシンガーソングライター・川嶋あいのコラボレーション・アルバム。2019年5月15日にTSUBASA RECORDS（販売元はソニー・ミュージックマーケティング）からリリースされた。

## 解説
いろんなアーティスをゲストに迎えたコラボレーション・アルバム。DVD付きの初回生産限定盤と通常盤が存在する。

## 収録曲
1. 兆し
2. For one's smile feat.クリス・ハート
3. DUET
4. 砂漠の花 feat.Anly
5. My Sweet Box feat.栗もえか
6. 星のうた feat.藤田麻衣子
7. 涙の空 feat.奥華子
8. 見えない翼 feat.斎藤誠
9. Face feat.井上苑子
10. 君がずっと好きでした feat.SILENT SIREN
11. 12個の季節~4度目の春~ feat.熊木杏里
12. 明日への扉 (川嶋あい Self Cover Ver.)

- DVD（初回生産限定盤のみ）

1. 明日への扉 (川嶋あい Self Cover Ver.) (ミュージックビデオ)
2. 明日への扉 (川嶋あい Self Cover Ver.) (ミュージックビデオ・メイキング映像)